# Микаел Желабал
Микаел Желабал (фр. Mickaël Gelabale; 22. мај 1983) бивши је француски кошаркаш. Играо је на позицији крила.

## Клупска каријера
Желабал је каријеру почео у екипи Шолеа. Од 2004. до 2006. наступао је за Реал Мадрид, где га је тренирао Божидар Маљковић. У међувремену је одабран на НБА драфту 2005. као 48. пик од стране Сијетл суперсоникса. Суперсониксима се придружио 2006. и одиграо је две сезоне са њима. У првој сезони је бележио 4,6 а у другој 4,3 поена по утакмици. Играо је и у НБА развојној лиги за Ајдахо стампид и Лос Анђелес дефендерсе. У новембру 2009. вратио се у Шоле, тим где је почео каријеру. Са њима је освојио првенство Француске у сезони 2009/10. и добио је награду за најкориснијег играча финала плејофа. У јулу 2010. потписао је уговор са екипом Асвела за сезону 2010/11.
У августу 2011. потписао је једногодишњи уговор са белгијском екипом Спироу Шарлроа, али због повреде је напустио клуб већ у октобру без одигране утакмице. У јануару 2012. потписао је уговор са руским Химкијем до краја сезоне. У августу 2012. потписао је уговор са хрватском Цедевитом. Након што је Цедевита елиминсана из Евролиге, Желабал је у децембру 2012. прешао у шпанску Валенсију. У јануару 2013. потписао је десетодневни уговор са Минесота тимбервулвсима. Након истега истог потписао је још један десетодневни уговор, да би га 8. фебруара Тимбервулвси потписали до краја сезоне.
У јулу 2013. потписао је уговор са својим бившим клубом Химкијем. Након једне сезоне напустио је клуб. У новембру 2014. вратио се у Француску и потписао једномесечни уговор са Стразбуром. Након истека уговора, напустио је клуб. Почетком јануара 2015. потписао је уговор са Лиможем. Са њима је освојио првенство Француске. У јулу 2015. постао је члан Ле Мана и са њима провео наредне две сезоне. У октобру 2017. потписао је за Елан Шалон. Наредних шест сезона провео је у екипи Шалона.

## Репрезентација
Желабал је био дугогодишњи члан репрезентације Француске. Са њима је освојио златну медаљу на Европском првенству 2013, сребрну медаљу на Европском првенству 2011. и бронзане медаље на Европским првенствима 2005. и 2015. као и на Светском првенству 2014. године.

## Успеси

### Клупски
- Реал Мадрид:
  - Првенство Шпаније (1): 2004/05.

- Шоле:
  - Првенство Француске (1): 2009/10.

- Химки:
  - Еврокуп (1): 2011/12.

- Лимож:
  - Првенство Француске (1): 2014/15.

- Ле Ман:
  - Куп Француске (1): 2016.

### Појединачни
- Најкориснији играч финала Првенствa Француске (1): 2009/10.

### Репрезентативни
- Европско првенство:  2005.
- Европско првенство:  2011.
- Европско првенство:  2013.
- Светско првенство:  2014.
- Европско првенство:  2015.